# Прусская схема
Прусская схема (нем. Prussian scheme) — попытка президента Континентального конгресса Натаниэля Горама в 1786 г. установить монархию в США под властью Генриха Прусского из дома Гогенцоллернов. Была предотвращена отсутствием интереса со стороны Генриха, народного противодействия слухам о предложении с участием другого потенциального кандидата, созыва Филадельфийского конвента или комбинации этих факторов.

## Предыстория

### США в 1786 г.

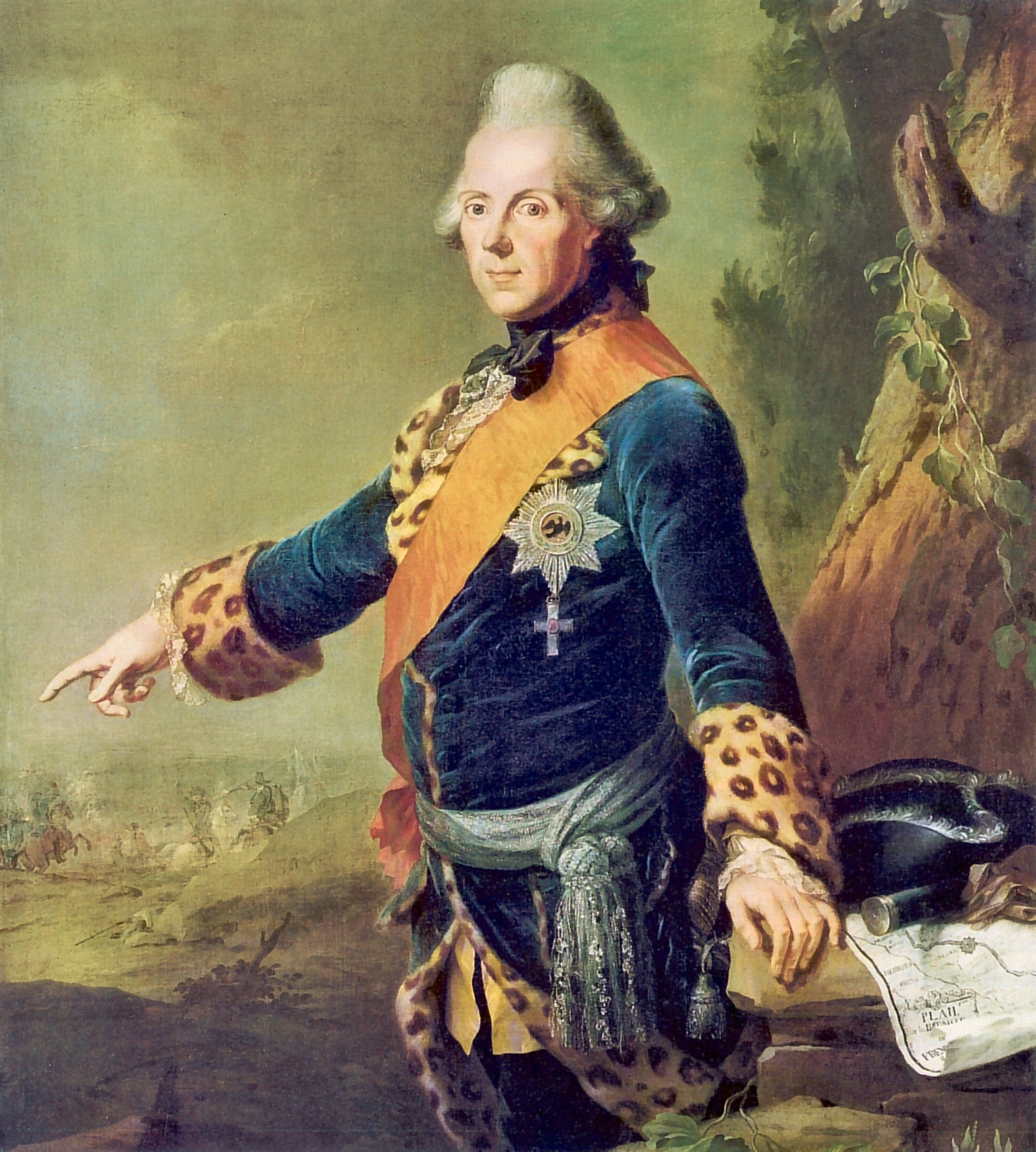
Генрих Прусский (портрет 1769 г).

Вызванные недостатками статьями Конфедерации как Конституцией США затяжные беспорядки, кульминацией которых стало восстание Шейса, породили «класс людей в обществе, которые очень серьёзно опасались сторонников республиканской формы правительства». До и после созыва Филадельфийского съезда в мае 1787 г. широко распространялись слухи о том, что конклав собирался с целью предложить возвести в качестве короля на престол США герцога Йоркского и Олбани принца Фредерика. Слухи были настолько серьёзными, что съезд выступил с публичным опровержением того, что рассматривается какое-либо предложение о восстановлении монархии, опровержение позже было повторено в письме, отправленном губернатору Северной Каролины Александеру Мартину..

### Прусско-американские отношения
Американское общественное мнение в то время в целом тепло относилось к Пруссии. Старший брат принца Генриха Фридрих Великий питал «огромную ненависть» к Великобритании за то, что она покинула Пруссию в конце Семилетней войны (Великобритания вышла из войны Парижскому миру, Пруссия — по Губертусбургскому). Во время американской революции он закрыл территорию Пруссии для прохода армии союзника Великобритании — княжества Ангальт-Цербст. Не имеющее выхода к морю немецкое княжество было вынуждено вести солдат по обходному пути, чтобы добраться до морского порта для развертывания в Северной Америке, во время перехода дезертировала почти половина солдат Аналогичные ограничения были наложены на войска других германских союзников Великобритании, пытавшихся пройти в Северную Америку, включая Княжество Байрейт, маркграфство Ансбах и ландграфство Гессен-Кассель.

## Предложение

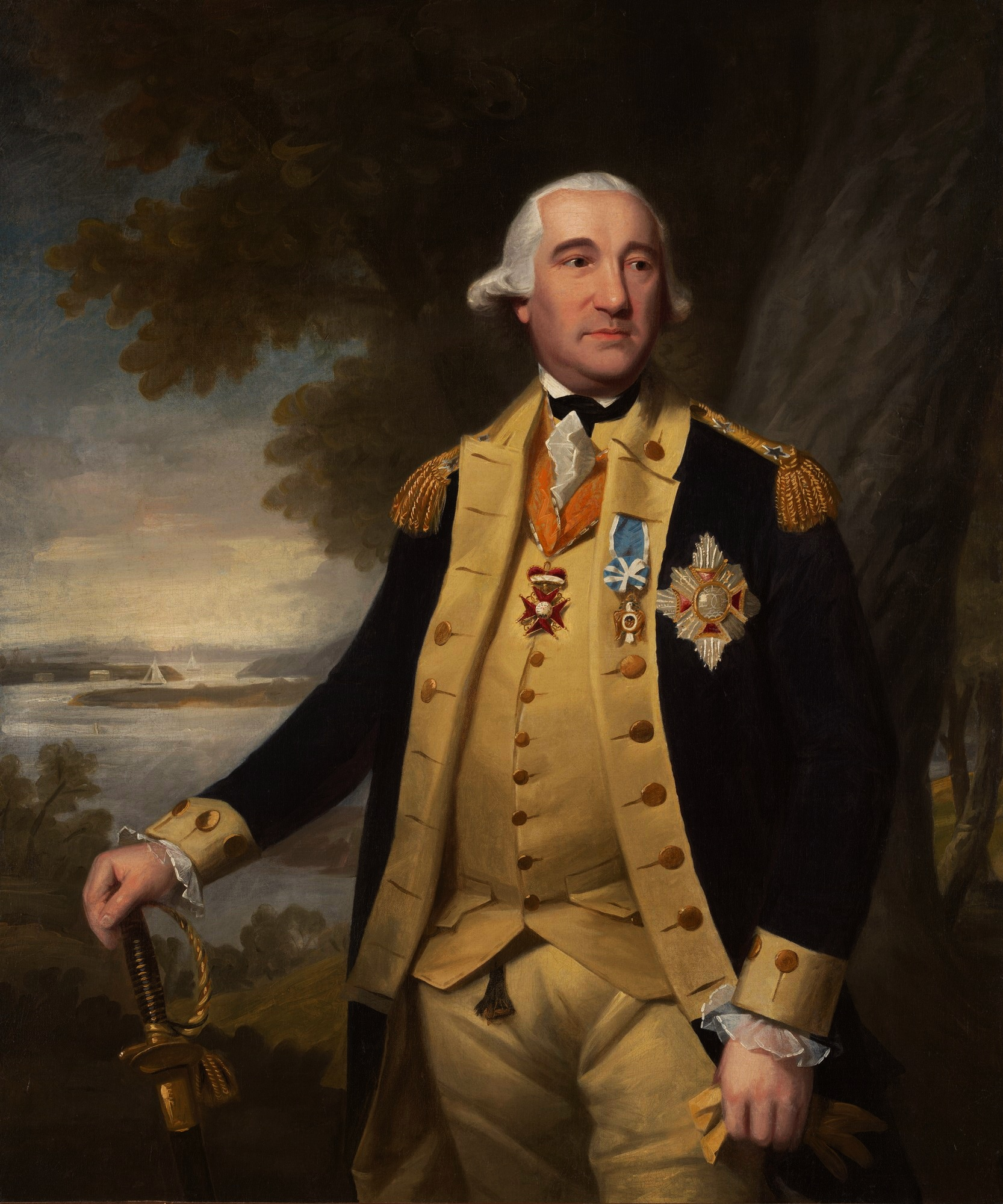
Фридрих Вильгельм фон Штойбен (портрет ок. 1786 г.).

### Ранние предположения
По словам Руфуса Кинга, примерно в то же время, когда ходили слухи о принце Фредерике, Натаниэль Горам тайно переписывался с принцем Генрихом Прусским, предлагая сделать его монархом США. В популярной версии этой истории Генрих отказывается из-за того, что он не верил в подчинение американского общества королю. Позже названный «прусской схемой», отчет Руфуса Кинга о предложении Горама долгое время считался недостоверным, хотя позже Джеймс Монро признался Эндрю Джексону, что он знал, что некоторые члены будущей Федералистской партии почти два десятилетия назад «придерживались принципов, недружественных нашей системе правления».

### Возможное подтверждение
В начале XX в. в прусских архивах было обнаружено неотправленное письмо Генриха барону Фридриху Вильгельму фон Штойбену, который на момент написания письма жил на пенсии в Нью-Йорке. В письме, датированном, как полагают, за несколько месяцев до Филадельфийского конвента, говорится о предложении, которое получил принц, в значительной степени похожем на то, что подробно описано в оригинальной истории. В нём Генрих сообщает, что он не заинтересован в американской короне, но вместо этого рекомендует рассмотреть на эту должность неназванного французского кандидата.

## Влияние
Некоторые объясняют наличие в конституции США положения о необходимости президенту и вице-президенту быть рождённым в пределах страны попыткой конвента положить конец слухам о том, что европейские королевские особы могут быть приглашены занять гипотетический трон США.